# Anulavirus
Genre
Espèces de rang inférieur
- espèce-type : Pelargonium zonate spot virus

Anulavirus est un genre de virus de la famille des Bromoviridae, qui comprend deux espèces acceptées par l'ICTV, dont l'espèce-type, Pelargonium zonate spot virus.
Ce sont des virus à ARN à simple brin de polarité positive, classés dans le groupe IV de la classification Baltimore.
Ces virus infectent les plantes (phytovirus). Ils sont transmissibles par des insectes vecteurs de l'ordre des Hémiptères, mais aussi par inoculation mécanique, et parfois par le pollen ou les graines.

## Étymologie
Le nom générique, « Anulavirus », dérive de l'adjectif latin, anularis (annulaire, en forme d'anneau), en référence aux symptômes en forme d'anneaux concentriques induits chez la tomate par les virus de l'espèce-type, Pelargonium zonate spot virus.

## Structure
Les virions sont des particules non enveloppées, de forme quasi-sphérique, constituées d'une capside à symétrie icosaédrique (probablement type = T3) d'environ 25 à 32 nm de diamètre.
Le génome, segmenté (tripartite), est constitué de trois segments d'ARN à simple brin de sens positif, linéaire :  ARN1, ARN2 et ARN3, de 3,4 kb, 2,4 kb et 2,6 kb respectivement, encapsidés dans des particules séparées. Chaque segment génomique a une coiffe à l'extrémité 5',.

## Plantes-hôtes
L'espèce-type du genre (Pelargonium zonate spot virus) a été initialement isolée sur Pelargonium zonale. Des isolats de cette espèce infectent aussi la tomate et l'artichaut et se rencontrent couramment chez les plantes adventices (par exemple, Capsella bursa-pastoris, Chrysanthemum segetum, Diplotaxis erucoides et Sonchus  oleraceus  ),. 
Le virus de la marbrure légère du lis d'Amazonie (ALiMMV) n'a été trouvé que chez le lis d'Amazonie (Eucharis grandiflora), tandis que le virus bacilliforme ivoirien du manioc (CIBV, non classé) n'a été détecté que chez le manioc (Manihot esculenta).

## Transmission
Le PZSV se trouve sur le pollen (ou à l'intérieur) qui est transporté sur le corps des thrips parasitant des plantes-hôtes sensibles. Une souche israélienne du PZSV est transmissible verticalement par le pollen et par les graines chez les plants de tomates. Le CIBV et l'ALiMMV peuvent être transmis par inoculation mécanique de la sève et ont une gamme d'hôtes expérimentale étroite.

## Liste des espèces et non-classés
Selon NCBI (14 février 2021) :
- Amazon lily mild mottle virus (ALiMMV)
- Pelargonium zonate spot virus (PZSV)
- non-classés
  - Cassava Ivorian bacilliform virus (CIBV)
  - Grapevine line pattern virus
  - Hop yellow virus
  - Peony associated anulavirus
  - Uromyces anulavirus A